# Villa Venier
Villa Venier, Contarini è un edificio storico che si trova sulla Riviera del Brenta a Mira Taglio (via Nazionale, 13) in provincia di Venezia.
Il complesso si compone di un corpo padronale affiancato da due barchesse e di un oratorio. Proprietaria dell'immobile dalla fine degli anni novanta è la Regione Veneto tramite l'IRVV, di cui è sede operativa in terraferma. La foresteria ovest è arricchita in tre stanze da affreschi con storie tratte dall'Odissea, dall'Eneide e dall'Iliade, attribuiti a Francesco Ruschi. La barchessa Est presenta una sala affrescata, forse per mano di Daniel van den Dyck, con storie di Psiche.
Dall'inizio del 2012 è la sede operativa dell'Istituto Regionale Ville Venete (IRVV).